# Muramatsu Tomoko
Muramatsu Tomoko (村松 智子, sinh ngày 23 tháng 10 năm 1994) là một cầu thủ bóng đá nữ người Nhật Bản.

## Đội tuyển bóng đá nữ quốc gia Nhật Bản
Muramatsu Tomoko thi đấu cho đội tuyển bóng đá nữ quốc gia Nhật Bản từ năm 2015 đến 2016.

## Thống kê sự nghiệp
| Nhật Bản  | Nhật Bản | Nhật Bản |
| Năm       | Trận     | Bàn      |
| --------- | -------- | -------- |
| 2015      | 2        | 0        |
| 2016      | 2        | 0        |
| Tổng cộng | 4        | 0        |